# عماد ميزوري
عماد ميزوري هو لاعب كرة قدم تونسي في مركز central midfielder ‏، ولد في 20 أكتوبر 1966.

## وصلات خارجية
- عماد ميزوري على موقع أوليمبيديا (الإنجليزية)